# Хардлайн
Жорстка смуга (англ. hardline) — екополітичний рух, який становить віру в життя природним способом, зокрема відмова від наркотиків, веганство та відстоювання життя в будь-яких його проявах, так званий pro-life. Рух бере свій початок зі стрейтеджівської хардкор-сцени. Прихильники руху вимагають прямого втручання до чужого життя, однак це не означає, що вони його самі здійснюють.

## Етимологія
Назва руху дослівно перекладається як тверда лінія, що позначає ту лінію, за якою людина повинна жити, щоб гармонічно розвиватись з природою. Недослівно в деяких контекстах можна перекласти як тяжка доля, що позначає суворість цього життєвого випробування.

## Історія
Рух розпочався у близько 1990 року. Його ідеологію сформовано здебільшого Шоном Мутакі з хардкорного гурту Vegan Reich, він і придумав назву руху й записав альбом з цією назвою. Основою філософії полягло лише одне етичне правило — не шкодити іншим життям. Натепер це можна вважати поєднанням філософій таких рухів, як заглибленої екології (deep ecology), чіткої межі (straight edge), веганства (veganism), за звільнення тварин (animal liberation), а у традиціях Сходу такі моральні цінності, як у дхарматичній і авраамітичній релігіях. Також саме веганський стрейтеджінг черпає свої початки з хардлайну.

## Філософія
Прихильники цього руху вважають, що людина повинна жити в гармонії з природою, принаймні не завдавати шкоди природі й самому собі. Основні твердження стосуються життя як такого, тобто турбота й глибоке розуміння. Цей рух не має стосунку до жодної з релігії, однак можна багато чого спільного знайти зі східними вченнями, де людина вважалась одним цілим з усією природою. Однак хардлайн має в собі також егоцентричні наміри, як-от, турбота насамперед про себе, про своє здоров'я. Тому в дечому хардлайн позбавлений сакрального змісту.

### Проти наркотиків
Невід'ємною частиною хардалайну є здоровий глузд. Щоб його не втрачати забороняється вживати будь-які засоби, які одурманюють свідомість і змушують сприймати світ не таким як він є насправді. Наркотичними засобами зокрема вважаються алкоголь, тютюн, ліки. Часто-густо люди не вважають ці засоби наркотичними, що є помилковим, бо будь-який алкоголь містить принаймні краплю спирту, що в організмі виробляє жирні кислоти, які негативно впливають на частки мозку, а ліки здійснюють гормональний дисбаланс, який теж у кінцевому результаті негативно відбивається на роботі мозку. І всі ці засоби здебільшого викликати залежність, яка обтяжує людську свідомість. Ще до психотропних речовин вноситься кава, чай, шоколад — вони теж впливають на психіку людини.

### Харчування
У цього руху дуже обмежене харчування, крім того, що вони переважно вегани, ще й вживають лише природну їжу (наприклад, коричневий рис на відмінну від білого). Це зумовлено двобічними поглядами. По-перше, прихильники дбають про себе, не вживаючи шкідливої і важкої для перетравлення їжі. По-друге, вони дбають про інших істот на землі. По суті, це дієта і вона об'єднує в собі веганство і сироїдство, які сприяють природному розвиванню людського організму.

### Секс
Хардалайнери дуже критично ставляться до сексу. Вони вважають, що секс дозволений лише з метою розмноження. А гомосексуальність вони розглядають як анафему. Зрікаються порнографії і контрацептивних засобів. А проти абортів налаштовані войовниче. Виступають проти штучного запліднення, як і мастурбації. Це одна з головних відмінностей між ними та спорідненими субкультурами на хардкор сцені, що призводить до суперечок.

### Природа
Оскільки природа і життя є головними показниками руху, то вони цінують будь-чиє життя. Це проявляється у відмові від товарів тваринного походження, у виступах проти абортів й активна участь в глобальних екологічних питаннях зокрема й багато-багато іншого, до чого їхня філософія має стосунок.

## Військовий хардлайн
Ще його називають мілітарним. Це рух, представники якого здійснюють акти агресії до осіб, що не поділяють їхніх думок, наприклад, до жінок, що зробили аборт, людей, що розпивають алкогольні напої тощо. Цей рух є агресивним і забороненим, бо він порушує права людей і законодавство більшості країн світу. Критики вважають, що цей рух порушує власні норми хардалайну через свою жорстокість і може навіть призвести до вбивства. Більшість хардлайнерів не схвалюють цього напрямку, оскільки це перечить руху pro-life.

## Перелік гуртів
- Гурти, учасники яких повністю належать до цього руху: Vegan Reich, Raid, Recoil, Pure Blood, New Dawn, Uprising, Talisman.
- Гурти, які мають щонайменше одного учасника, що належить до цього руху: Day of Suffering, Ecorage, Vegan Militia, Birthright, Abnegation, Racetraitor, Absence, Força Vegan, Contempt, Beta Minus Mechanic, Framework, Path of Resistance, Captive Nation Rising, Gatekeeper, Altopuck, Sunrise, Pressure, XsafeguardX, Warpath, Slavearc, Unborn, Withdrawn, Blood Green, Perversion of Idolatry, Seconds X Out, Apostle, Hardball, Pain Runs Deep, Healing, Unsilent.
- Учасники хіп-хоп сцени, які теж належать до цього руху: Naj-one (Foekus, Foeknawledge), Amir sulamain.